# Mumble
Mumble – wolny program do komunikacji głosowej przeznaczony głównie dla graczy, działający na podobnej zasadzie co Ventrilo czy TeamSpeak. Mumble posiada wbudowany system (filtr) oczyszczania dźwięku ze wszelkich szumów i zakłóceń generowanych przez mikrofon. Do dodatkowych funkcji należy konfigurowalna nakładka graficzna pokazująca w trakcie gry, kto aktualnie przebywa na danym kanale.

## Wymagania (Client)[2]
- Windows: XP, Vista, Windows Seven (7), Android
- Procesor: Pentium III, AMD Athlon XP lub inny (zalecane minimum 600 MHz)
- RAM: 64 MB (zalecane 128 MB)
- Przestrzeń na dysku twardym: 32 MB
- Dostęp do Internetu
- Karta dźwiękowa kompatybilna z DirectX 8.1
- Słuchawki lub głośniki
- Mikrofon